# Monts-sur-Guesnes
Monts-sur-Guesnes é uma comuna francesa na região administrativa da Nova Aquitânia, no departamento de Vienne. Estende-se por uma área de 11,4 km². Em 2010 a comuna tinha 909 habitantes (densidade: 79,7 hab./km²).